# Jiulong (köpinghuvudort i Kina, Yunnan Sheng, lat 24,69, long 102,98)
Jiulong (kinesiska: 九龙, 九村) är en köpinghuvudort i Kina. Den ligger i provinsen Yunnan, i den sydvästra delen av landet, omkring 51 kilometer sydost om provinshuvudstaden Kunming. Antalet invånare är 11 668. Befolkningen består av 5 626 kvinnor och 6 042 män. Barn under 15 år utgör 21,0 %, vuxna 15-64 år 69 %, och äldre över 65 år 9,0 %.
Runt Jiulong är det ganska tätbefolkat, med 166 invånare per kvadratkilometer. Närmaste större samhälle är Goujie, 19,5 km nordost om Jiulong. Trakten runt Jiulong består till största delen av jordbruksmark.
Genomsnittlig årsnederbörd är 1 007 millimeter. Den regnigaste månaden är juni, med i genomsnitt 216 mm nederbörd, och den torraste är januari, med 12 mm nederbörd.